# Dado Villa-Lobos
Dado Villa-Lobos apodo de Eduardo Dutra Villa-Lobos (Bruselas, Bélgica, 29 de junio de 1965) es un músico y compositor de rock brasileño, quién fue miembro fundador del grupo de post punk, llamado Legião Urbana, integrada por el cantante y bajista Renato Russo y el baterista Marcelo Bonfá, con quienes formó esa agrupación en Brasilia en el año 1982. Villa- Lobos grabó con la banda todos sus álbumes de estudio, hasta que el grupo se disolvió tras la muerte de Russo en 1996, por complicaciones derivadas del sida. En 2005, Villa-Lobos editó su primer trabajo discográfico de estudio como solista, titulado Jardim de Cáctus.
Él es el sobrino nieto del mundialmente famoso compositor de música brasileña Heitor Villa-Lobos.

## Discografía
con Legião Urbana
- Legião Urbana (1985)
- Dois (1986)
- Que País É Este? (1987)
- As Quatro Estações (1989)
- V (1991)
- O Descobrimento do Brasil (1993)
- A Tempestade, ou O Livro dos Dias (1996)
- Uma Outra Estação (1997)

como solista
- Jardim de Cactus - Ao vivo (2005)
- Jardim de Cactus (2009)
- O Passo do Colapso (2012)